# بولندا في الألعاب الأولمبية
بولندا في الألعاب الأولمبية الألعاب الأولمبية هي من أهم الأحداث الرياضية في بولندا، تقوم اللجنة الأولمبية البولندية بالإشراف في شؤون مشاركة بولندا في الألعاب الأولمبية، أول مشاركة لبولندا في الألعاب الأولمبية كانت في دورة 1924 في باريس وشاركت بولندا في جميع الدورات بعدها ما عدا دورة 1984، فازت بولندا حتى الآن في مشوارها في الألعاب الأولمبية الصيفية بمجموع 271 ميدالية في الألعاب الأولمبية الصيفية منها 64 ميدالية ذهبية و 82 فضية و 125 برونزية، وأكثر الرياضات التي تنافس فيها بولندا هي ألعاب القوى و الملاكمة و المصارعة و المبارزة و الرماية و التجديف و الجودو و الفروسية.
في الألعاب الأولمبية الشتوية تعتبر بولندا من الدول التي شاركت في جميع دوراتها ، من أول دوراتها في دورة 1924 في شاموني في فرنسا، وقد فازت بولندا في مشوارها في الألعاب الشتوية بمجموع 20 ميدالية منها 6 ميداليات ذهبية و7 فضية و7 برونزية.